# Advance Wars: Dark Conflict
Advance Wars: Dark conflict (Advance Wars Days of Ruin i Nordamerika) är ett turbaserat taktikdatorspel till Nintendo DS. Spelet ingår i spelserien Nintendo Wars, och är det fjärde i underserien Advance Wars. Spelet släpptes i Nordamerika den 21 januari 2008, i Europa den 25 januari och i Australien den 21 februari. 
Spelet planerades att släppas i Japan under namnet "ファミコンウォーズDS 失われた光" ("Famicom Wars DS: Ushinawareta Hikari"). Släppet i Japan uteblev efter flera uppskjutningar, men en nedladdningsbar version till Nintendo 3ds blev den 13 oktober 2013 tillgänglig för välmeriterade användare av det nu nedlagda japanska Club Nintendo programmet. 
Tidigare titlar i spelserien är Advance Wars: Dual Strike, Advance Wars 2: Black Hole Rising och Advance Wars.
Utvecklarna hade intentioner att göra Advance Wars: Dark Conflict seriösare och till att ha en mörkare atmosfär än tidigare spel i serien. Spelet har också en från de tidigare spelen fristående handling.